# Sąd Okręgowy w Tarnobrzegu
Sąd Okręgowy w Tarnobrzegu – organ wymiaru sprawiedliwości z siedzibą przy ul. Sienkiewicza 27 w Tarnobrzegu. Przynależy do jurysdykcji Sądu Apelacyjnego w Rzeszowie.

## Status prawny
Sąd okręgowy jest państwową jednostką organizacyjną nieposiadającą osobowości prawnej. W polskim wymiarze sprawiedliwości jest zasadą, że w pierwszej instancji orzeka sąd rejonowy, natomiast sąd okręgowy orzeka jako sąd pierwszej instancji tylko w sprawach o zbrodnie i niektóre występki. Na wniosek sądu rejonowego sąd apelacyjny może przekazać sądowi okręgowemu do rozpoznania w I instancji sprawę o każde przestępstwo ze względu na szczególną wagę lub zawiłość tej sprawy.
Sąd Okręgowy stanowi element władzy sądowniczej sprawującej wymiar sprawiedliwości na podstawie Konstytucji RP. Sposób organizacji Sądu reguluje ustawa o ustroju sądów powszechnych, a także akty wykonawcze. Obejmuje obszar właściwości sądów rejonowych w: Tarnobrzegu, Nisku, Stalowej Woli, Mielcu i Kolbuszowej.

## Struktury organizacyjne
Sądy okręgowe funkcjonują w strukturach sądów powszechnych, które rozstrzygają wszelkie sprawy z zakresu prawa karnego, cywilnego, rodzinnego i opiekuńczego oraz prawa pracy i ubezpieczeń społecznych, które nie są zastrzeżone dla innych sądów.
W Sądzie Okręgowym w Tarnobrzegu utworzono następujące wydziały:
- Wydział I Cywilny.
- Wydział II Karny.
- Wydział III Pracy i Ubezpieczeń Społecznych.

## Historia
W wyniku reformy administracyjnej i utworzenia województwa tarnobrzeskiego, 1 czerwca 1975 roku na mocy rozporządzenia Ministra Sprawiedliwości utworzono Sąd Wojewódzki w Tarnobrzegu z siedzibą w Sandomierzu. Teren działania obejmował obszar właściwości sądów rejonowych w: Tarnobrzegu, Stalowej Woli, Janowie Lubelskim, Sandomierzu, Staszowie. 1 stycznia 1976 roku zmieniono nazwę na Sąd Wojewódzki w Tarnobrzegu. W latach 1985–1995 zbudowano nowy budynek sądu. 1 lipca 1989 roku utworzono sąd rejonowy w Nisku. 29 grudnia 1995 roku utworzono sąd rejonowy w Opatowie.
W wyniku kolejnej reformy administracyjnej i utworzenia 
województwa podkarpackiego 1 stycznia 1999 roku zmieniono nazwę sądu na Sąd Okręgowy w Tarnobrzegu. Teren działania obejmował obszar właściwości sądów rejonowych w: Tarnobrzegu, Janowie Lubelskim, Nisku, Opatowie, Sandomierzu, Stalowej Woli i Staszowie. 1 lipca 2001 roku zmieniono granice okręgu tarnobrzeskiego, do którego weszły sądy rejonowe w: Tarnobrzegu, Nisku, Stalowej Woli i Mielcu. 1 lipca 2003 roku do okręgu przyłączono sąd rejonowy w Kolbuszowej. 
Prezesi Sądu:
1976–1978. Anna Wielgus (Sąd Wojewódzki).
1978–1990. Ignacy Szafran (Sąd Wojewódzki).
1990–1994. Ryszard Bryk (Sąd Wojewódzki).
1994–2001. Wiesława Sech (Sąd Wojewódzki, od 1999 Sąd Okręgowy).
2001–2007. Edward Loryś.
2007–2010. Wiesława Sech.
2010–2016. Robert Pelewicz.
2016–2022. dr Szymon Rożek.